# Frederick Sumaye
Frederick Tluway Sumaye (ur. 1953 w Aruszy) – premier Tanzanii w latach 1995–2005.
Był członkiem rządzącej Partia Rewolucji oraz od 1983 do 2005 parlamentu dystryktu Hagang (część regionu Manyara). W 1995 objął funkcję premiera, którą stracił wkrótce po wyborach z grudnia 2005. Pełnił też funkcję ministra rolnictwa.
Od 2006 był Ambasadorem Dobrej Woli UNIDO, zapisał się też na studia na Harvard Kennedy School, które ukończył z tytułem Master of Public Administration. W 2015 starał się bezskutecznie o nominację swojej partii w wyborach prezydenckich; wobec niepowodzenia 25 sierpnia 2015 dołączył do opozycyjnej partii UKAWA.